# Анкур
Анкур (фр. Hancourt) насеље је и општина у североисточној Француској у региону Пикардија, у департману Сома која припада префектури Перон.
По подацима из 2011. године у општини је живело 102 становника, а густина насељености је износила 25,12 становника/km². Општина се простире на површини од 4,06 km². Налази се на средњој надморској висини од 102 метара (максималној 110 m, а минималној 82 m).

## Демографија
| 1962. | 1968. | 1975. | 1982. | 1990. | 1999. | 2011. |
| ----- | ----- | ----- | ----- | ----- | ----- | ----- |
| 98    | 132   | 117   | 92    | 117   | 100   | 102   |

График промене броја становника у току последњих година